# Rekareka
Rekareka, Tehuata oder auch Tu-henua ist ein Atoll des Tuamotu-Archipels in Französisch-Polynesien. Die Lagune des Atolls hat einen schiffbaren Zugang zum Meer im Süden. Das nächste Atoll ist Tauere, 70 km nordwestlich entfernt. Administrativ gehört Rekareka zur Gemeinde Hao.

## Geschichte
Der spanische Entdecker Pedro Fernández de Quirós entdeckte Rekareka auf einer Pazifikexpedition am 13. Februar 1606. Die Spanier gaben dem Atoll den Namen „Sagitaria“. Schon zu damaliger Zeit war das Atoll unbewohnt. Auf manchen Karten ist das Atoll auch unter dem Namen „Bonne Esperance“ oder „Good Hope“ verzeichnet.
Auf dem Atoll gibt es keine Süßwasservorkommen.